# George Cunningham
George Cunningham (Edimburgo, 1852 – Londra, 5 marzo 1919) è stato un medico, odontoiatra ed esperantista britannico.

## Biografia
Cunningham studiò medicina a Edimburgo e poi approfondì gli studi dentistici a Parigi. Fu un pioniere della odontoiatria preventiva e membro fondatore dell'Associazione Britannica del Dentisti. Esercitò la propria professione a Cambridge e si interessò anche di letteratura e scienza.
Si interessò molto all'insegnamento dell'igiene dentale ai bambini e partecipò anche a un breve film sull'argomento.
Come esperantista, fece parte, assieme a John Pollen e Harold Bolingbroke Mudie, del cosiddetto "Trio por la Tria", il comitato organizzatore del congresso universale di esperanto del 1907 a Cambridge, nel Regno Unito.